# Ozymandias (comics)
Pour les articles homonymes, voir Ozymandias.
Ozymandias, alias Adrian Veidt, est un personnage de fiction, considéré comme l'homme le plus intelligent du monde dans l'univers des Watchmen. On dit qu'il est tellement rapide qu'il peut attraper une balle de pistolet en plein vol.
Ozymandias est le principal antagoniste de l'histoire.

## Histoire
Fils d'immigrés allemands, né en 1939, il fut rapidement remarqué pour son génie, à tel point que, comme il le dit : « mes résultats si parfaits provoquaient de tels soupçons que je ne veillais désormais à n'avoir que des résultats moyens. »
Aventurier, puis super-héros, il eut un différend dès ses débuts avec Edward Blake, alias le Comédien, autre super-héros. Arborant un costume violet et or, il comprit très tôt au cours des années 1970 que sa « profession » était vouée à disparaître quelques années plus tard (à cause de la loi « Keene » qui interdit les super-héros, sauf ceux travaillant directement avec le gouvernement comme le Comédien ou le Dr Manhattan).
Il révéla donc délibérément son identité et devint homme d'affaires, exploitant sa réputation et celle de ses anciens collègues en faisant produire figurines et produits dérivés. Il devint très riche en s'intéressant à de nombreux domaines : parfum, livraison, vêtements, voitures électriques... 

Cet argent lui permet de faire construire un énorme bâtiment dans l'Antarctique où il peut s'isoler. Serres artificielles, antiquités, le bâtiment est meublé à son goût. C'est aussi son laboratoire le plus secret. Il le baptise Karnak, du nom du site antique égyptien.
Son nom vient de Ramsès II, Ozymandias étant la forme grécisée du nom de couronnement de ce dernier. Le choix de ce nom n'est bien sûr pas anodin de la part d'Alan Moore, le scénariste de la bande dessinée, il prend tout son sens à la lueur de cet extrait du poème Ozymandias de Percy Bysshe Shelley :

« Mon nom est Ozymandias, roi des rois,

Contemplez mes œuvres, Ô vous les puissants, et désespérez ! »

Veidt est aussi un grand admirateur d'Alexandre le Grand, en qui il voit un visionnaire - dans la bande dessinée, il insiste beaucoup sur l'épisode du nœud gordien, un problème insoluble si on s'en tient au raisonnement habituel.
Il n'a qu'un compagnon : Bubastis, son animal qu'il affectionne, fruit de nombreuses expériences génétiques. Bubastis ressemble à un mélange de lynx et de puma, avec d'immenses oreilles, et mesure sans doute 80 cm au garrot. Il porte une variante d'un des noms de la déesse Bastet.
Ozymandias est décrit comme ayant atteint le maximum des capacités physiques humaines, au point de pouvoir attraper au vol une balle de revolver. Il est aussi un combattant de niveau extrêmement élevé, ce qui lui permet de battre en même temps Rorschach et le Hibou. Le seul à l'avoir battu est le Dr Manhattan.

## Adaptations
Ozymandias est interprété par Matthew Goode dans le film Watchmen : Les Gardiens réalisé par Zack Snyder et sorti en 2009.
C'est Jeremy Irons qui l'incarne dans la série télévisée Watchmen sortie en 2019.